# غلامرضا میرزایی
غلام‌رضا میرزایی (زادهٔ ۱۳۴۱ بروجن) سیاستمدار و نویسنده اهل ایل قشقایی است. وی نمایندهٔ حوزه‌ انتخابی بروجن در دورهٔ هفتم و دوره دوازدهم مجلس شورای اسلامی است.

## زندگی‌نامه
غلامرضا میرزایی فرزند طلم خان قشقایی در سال ۱۳۴۱ در بروجن زاده شد. وی  فارع التحصیل از  دبیرستان شهید بهشتی شیراز رشتهٔ اقتصاد بود، که پس از پایان این مقطع تحصیلات عالیه خود را در رشته تاریخ در مقطع کارشناسی دانشگاه‌ شیراز و در مقطع کارشناسی ارشد در دانشگاه فردوسی مشهد به پایان رساند.  پایان‌نامه کارشناسی ارشد وی با عنوان بختیاری‌ها و قاجاریه صورت کتاب به چاپ رسید.

## مسئولیت‌های اجرایی
- نماینده مردم شهرستان بروجن در هفتمین و دوازدهمین دوره مجلس شورای اسلامی
- فرمانده سپاه پاسداران انقلاب اسلامی بروجن
- کارشناس کمیسیون سیاسی، دفاعی، امنیتی مجمع تشخیص مصلحت نظام
- عضویت در هیئت رئیسه کمیسیون فرهنگی مجلس
- نماینده ناظر مجلس در شورای برنامه‌ریزی و کمیته درآمدهای استان چهارمحال و بختیاری به مدت ۴ سال
- عضو هیئت مدیره انتشارات علمی فرهنگی کشور (فرانکلین سابق)

## آثار و تألیفات
- کتاب بختیاری‌ها و قاجاریه
- کتاب قشقایی‌ها و مبارزات مردم جنوب ایران
- کتاب‌شناسی توصیفی – تحلیلی تاریخ معاصر ایران
- کتاب تاریخ معاصر سال سوم دبیرستان (غیر علوم انسانی)